# グリオキシル酸回路
グリオキシル酸回路（ぐりおきしるさんかいろ）とは微生物の一部や植物にみられる生化学的代謝回路で、ハンス・クレブスらによって発見された。多くの酵素がクエン酸回路と共通している。植物においてはグリオキシソームという細胞内小器官とミトコンドリアで発現している。クエン酸回路と異なる点として二酸化炭素を生成せず、NADHもあまり生み出さないということが挙げられる。また、反応で生成したグリオキシル酸はリンゴ酸リアーゼによってアセチルCoAとの反応により、リンゴ酸となる。従ってアセチルCoA二分子からオキサロ酢酸を作ることになる。このことから、グリオキシル酸回路は異化反応回路よりも同化反応回路としての意味合いが強い。

## グリオキシル酸回路の反応系
- グリオキシソーム内での反応

グリオキシル酸回路の概観

1. 2-オキソグルタル酸+アスパラギン酸　→　グルタミン酸+オキサロ酢酸
2. オキサロ酢酸+アセチルCoA　→　クエン酸+補酵素A
3. クエン酸　→　イソクエン酸
4. イソクエン酸　→　コハク酸+グリオキシル酸
5. グリオキシル酸+アセチルCoA　→　リンゴ酸+補酵素A

- ミトコンドリア内での反応

1. コハク酸+FAD　→　フマル酸+FADH2
2. フマル酸+水　→　リンゴ酸
3. リンゴ酸+NAD　→　オキサロ酢酸+NADH
4. オキサロ酢酸+グルタミン酸　→　2-オキソグルタル酸+アスパラギン酸

以上の反応は以下の酵素によって触媒される。
- グリオキシソーム内での反応

1. アスパラギン酸アミノトランスフェラーゼ
2. クエン酸シンターゼ
3. アコニターゼ
4. イソクエン酸リアーゼ
5. リンゴ酸シンターゼ

- ミトコンドリア内での反応

1. コハク酸デヒドロゲナーゼ
2. フマラーゼ
3. リンゴ酸デヒドロゲナーゼ
4. アスパラギン酸アミノトランスフェラーゼ